# Jurupeba do Pará
Jurupeba do Pará ou Peito de moça (solanum  mammosum em latim)o nome uma planta medicinal brasileira 